# Eredivisie 1993-94
La Eredivisie 1993-94 fue la 38.ª edición de la Eredivisie. El campeón fue el Ajax Ámsterdam, conquistando su 16.ª Eredivisie y el 24.° título de campeón de los Países Bajos.

## Tabla de posiciones
| Pos. | Equipo                | PJ | PG | PE | PP | Pts. | GF | GC | Dif. | Notas                        |
| ---- | --------------------- | -- | -- | -- | -- | ---- | -- | -- | ---- | ---------------------------- |
| 1    | Ajax                  | 34 | 26 | 2  | 6  | 54   | 86 | 26 | +60  | Liga de Campeones            |
| 2    | Feyenoord de Róterdam | 34 | 19 | 13 | 2  | 51   | 61 | 27 | +34  | Recopa de Europa             |
| 3    | PSV Eindhoven         | 34 | 17 | 10 | 7  | 44   | 60 | 36 | +24  | Copa de la UEFA              |
| 4    | Vitesse               | 34 | 17 | 6  | 11 | 40   | 63 | 37 | +26  | Copa de la UEFA              |
| 5    | Twente                | 34 | 15 | 9  | 10 | 39   | 57 | 43 | +14  | Copa de la UEFA              |
| 6    | Roda JC               | 34 | 15 | 8  | 11 | 38   | 55 | 40 | +15  |                              |
| 7    | NAC Breda             | 34 | 14 | 10 | 10 | 38   | 61 | 52 | +9   |                              |
| 8    | Willem II 3           | 34 | 15 | 7  | 12 | 37   | 48 | 42 | +6   |                              |
| 9    | Sparta Rotterdam 3    | 34 | 12 | 8  | 14 | 32   | 58 | 57 | +1   |                              |
| 10   | MVV Maastricht        | 34 | 11 | 10 | 13 | 32   | 49 | 58 | -9   |                              |
| 11   | Volendam              | 34 | 13 | 4  | 17 | 30   | 46 | 55 | -9   |                              |
| 12   | Go Ahead Eagles       | 34 | 10 | 8  | 16 | 28   | 44 | 57 | -13  |                              |
| 13   | Heerenveen            | 34 | 9  | 10 | 15 | 28   | 35 | 61 | -26  |                              |
| 14   | Groningen             | 34 | 9  | 8  | 17 | 26   | 42 | 65 | -23  |                              |
| 15   | Utrecht               | 34 | 9  | 8  | 17 | 26   | 40 | 63 | -23  |                              |
| 16   | RKC Waalwijk          | 34 | 8  | 9  | 17 | 25   | 38 | 56 | -18  | 2                            |
| 17   | VVV-Venlo             | 34 | 7  | 11 | 16 | 25   | 30 | 62 | -32  | 2                            |
| 18   | Cambuur Leeuwarden    | 34 | 6  | 7  | 21 | 19   | 28 | 64 | -36  | Descenso a la Eerste Divisie |

PJ = Partidos jugados; PG = Partidos ganados; PE = Partidos empatados; PP = Partidos perdidos; Pts. = Puntos; GF = Goles a favor; GC = Goles en contra; Dif. = Diferencia de goles
1 Ganador de la Copa de los Países Bajos. 

2 RKC permanece en la Eredivisie después de ganar los play-offs de ascenso/descenso. VVV pierde los play-offs y desciende. 

3 Clubes participantes en la Copa Intertoto 1994.

## Play-offs de ascenso/descenso
Grupo 1
| Pos | Club         | PJ | PG | PE | PP | Pts. | GF | GC | Notas                          |
| 1   | RKC Waalwijk | 6  | 3  | 1  | 2  | 7    | 14 | 7  | Permanece en la Eredivisie     |
| 2   | Telstar      | 6  | 3  | 0  | 3  | 6    | 9  | 11 | Permanece en la Eerste Divisie |
| 3   | ADO Den Haag | 6  | 3  | 0  | 3  | 6    | 5  | 12 | Permanece en la Eerste Divisie |
| 4   | AZ Alkmaar   | 6  | 2  | 1  | 3  | 5    | 10 | 8  | Permanece en la Eerste Divisie |

Grupo 2
| Pos | Club          | PJ | PG | PE | PP | Pts. | GF | GC | Notas                          |
| 1   | NEC Nijmegen  | 6  | 6  | 0  | 0  | 12   | 14 | 5  | Asciende a la Eredivisie       |
| 2   | VVV-Venlo     | 6  | 3  | 0  | 3  | 6    | 11 | 9  | Desciende a la Eerste Divisie  |
| 3   | SC Heracles   | 6  | 2  | 0  | 4  | 4    | 8  | 12 | Permanece en la Eerste Divisie |
| 4   | De Graafschap | 6  | 1  | 0  | 4  | 2    | 10 | 17 | Permanece en la Eerste Divisie |